# 서울 미타사 금보암 금동관음보살좌상
미타사 금보암 금동관음보살좌상(彌陀寺 金寶庵 金銅觀音菩薩坐像)은 서울특별시 성동구 옥수동 미타사에 있는 조선시대의 금동불이다. 2017년 10월 12일 서울특별시의 유형문화재 제417호로 지정되었다.

## 개요
미타사 금보암에 봉안된 높이 35cm의 소형 불상으로, 독특한 자세, 화려한 보관, 전신을 덮은 영락 장식 등이 특징적이다.
자세는 고려후기와 조선전기에 유행한 윤왕좌(輪王坐)를 취하고 있다. 어깨에 천의를 두르고 화려한 영락에는 두 가닥의 띠가 걸려 있는데, 이와 같은 가는 띠는 티베트계 명대 보살상의 특징 가운데 하나이다.(북경 법해사 수월관음도, 1443년) 또한 화불이 있는 보관에 꽃모양의 큰 귀걸이, 영락으로 뒤덮인 신체 표현 등은 기본적으로 티베트 불상의 영향이 반영되어 조선전기에 유행한 요소로(국립중앙박물관 소장 금동관음보살좌상) 미루어 보아, 조선전기에 제작된 것으로 추정된다.
이 불상은 발원문은 남아있지 않으나, 보살상 내에서 발견된 개금발원문(1862년)과 일제강점기 미타사 재산대장(조선총독부관보 제1819호, 1933년)이 남아있어 최소한 19세기 중반부터 미타사에 봉안되었음을 확인할 수 있다.
미타사 금보암 금동관음보살좌상은 완전하게 보존되어 있고, 우리나라에 남아있는 윤왕좌의 보살상으로는 드문 예로, 조선전기 윤왕좌 보살상의 대표작이라 할 수 있으므로 서울시 유형문화재로 지정할 가치가 있다고 판단된다.

## 조사보고서
서울특별시 성동구 독서당로에 위치한 미타사는 대한불교조계종 소속의 비구니 사찰이다. 미타사는 1943년에 편찬된 종남산미타사약지(終南山彌陀寺略誌)에 의하면, 1824년 3월에 비구니 대원(大願)스님이 무량수전을 짓기 시작하여 3년 만에 입적하자 상좌인 환신(幻信, 또는 幻順)스님이 공사를 마쳐 절의 모습을 일신하였다고 한다(「終南山彌陀寺無量壽殿初創記」). 현재 미타사는 대승암, 칠성암, 금보암, 금수암, 정수암, 용운암, 관음암, 토굴암의 8개의 암자로 구성되어 있다.
금보암에 봉안된 금동관음보살좌상은 높이 35cm의 소형 불상이다. 보살상은 보관을 비롯하여 천의와 영락 장식 등이 전체적으로 손상된 곳이 없이 잘 보존되어 있다. 이 보살상의 특징은 독특한 자세, 화려한 보관, 그리고 전신을 덮은 영락 장식 등이다.
보살상은 왼쪽 다리를 접어 안쪽으로 당기고 오른쪽 무릎을 세우고 앉았는데, 이러한 자세를 윤왕좌(輪王坐, Rajalilasana)라 한다. 이 자세는 전륜선왕의 자세를 일컫는 것으로 윤가(輪跏) 또는 윤왕가(輪王跏)라고도 부른다. 편안한 자세로 앉아 왼손은 몸 뒤로 땅에 대고, 오른팔은 뻗어 오른쪽 무릎 위에 자연스럽게 올려두었다. 윤왕좌의 관음보살은 중국 송대와 원대에 크게 유행하였고, 우리나라에서는 고려후기와 조선전기에 불상과 불화로 제작되었다.
삼각형의 화려한 보관 중앙에는 선정인을 취한 입상의 화불(化佛)이 배치되어 있고, 보관의 끝은 둥근 보주로 장식하였다. 보관의 양 옆으로 관대(冠帶)가 어깨까지 늘어져 있으며, 귀에는 원반형의 커다란 원반형 귀걸이를 하고 있다.
양 어깨에 걸친 천의는 숄처럼 두르고 나머지 자락은 팔을 휘감았다. 화려한 영락에는 두 가닥의 가는 띠가 걸려 있는데, 영락에 묶여 천의자락과 함께 늘어져 있다. 이와 같은 가는 띠는 티베트계 명대 보살상의 특징 가운데 하나로, 1443년에 완성한 중국 북경 법해사 수월관음도에서도 찾아볼 수 있다. 가는 띠와 함께 전신을 덮은 화려한 영락 장식 역시 이 보살상의 중요한 특징 가운데 하나이다. 이처럼 화불이 있는 보관에 꽃모양의 커다란 귀걸이, 영락으로 뒤덮인 신체 등 기본적으로 티베트 불상의 영향이 반영되어 조선전기에 유행한 요소로 국립중앙박물관 소장 금동관음보살좌상에서도 볼 수 있다. 전신을 장식한 영락은 중국에서는 티베트 불상의 영향을 받은 원대 보살상에서도 찾아볼 수 있지만, 본격적인 유행은 명 영락제(1402-1424 재위) 이후이다. 또한 오른쪽 어깨에서 왼쪽 허리로 사선으로 조백(條帛)이 둘려져 있다. 물론 조백 역시 당대 보살상에서 시작된 착의형식이지만, 이후 남송부터 명대까지 보살상에서 애용되었던 형식 가운데 하나이다. 유사한 모양의 조백은 1466년에 조성된 강원 평창 상원사 문수동자상에서도 찾아볼 수 있다.
금동관음보살좌상은 조성시기를 알려주는 발원문이 남아있지 않지만, 관음보살과 관련된 문헌은 보살상 내에서 발견된 개금발원문과 일제강점기 미타사 재산대장이 전한다. 우선 개금발원문은 2008년 개금하면서 발견된 것으로, “同治元年 壬戌三月十九日 三寶弟子 比丘永善謹書”이라 적혀 있다. 동치원년은 1862(철종13년)이고, 글을 쓴 동암영선(桐菴永善)은 당시 개금불사의 증명(證明)을 맡았던 세 명 가운데 한 스님이다. 금어(金魚)는 중봉혜호(中峯慧皓), 편수(片手)는 금곡영환(金谷永環)이다. 발원문에는 개금시기 뿐만 아니라 이 보살상이 종남산 미타사 백련암에 봉안되어 있었다. 따라서 보살상은 최소한 19세기 중반부터 미타사에 봉안되었음을 문헌을 통해 확인할 수 있다.
두 번째 자료는 1933년 2월 2일 조선총독부관보(제 1819호)에 게재된 재산대장이다. 기록에는 ‘철제도금’으로 크기는 1구가 120분(分), 나머지 1구가 150분(分)이다. 이 보살상은 현대 도량형으로 계산하면 36㎝와 45㎝가 된다. 금보암 보살상의 크기가 35㎝인 것을 보면 120분의 보살상이 해당한다. 사찰의 전언에 의하면 크기 150분의 관음보살상은 미타사 대웅전 앞에 있던 관음전 내 천수천안도(千手千眼圖) 앞에 모셔져 있었으나 도난으로 분실되었다고 한다.
금보암 금동관음보살좌상은 다리를 최대한 벌리고 앉은 자세가 고려불화에 보이는 윤왕좌보살좌상과 다르고, 보관의 형태, 팔찌와 귀걸이 모습, 가슴 앞에서 세 줄로 늘어져 다시 배 앞에서 다리로 내려오는 영락 장식, 영락에 묶인 가는 띠 등이 1443년에 완성된 북경 법해사 관음보살도와 유사하여 조선전기에 제작된 것으로 추정된다.
서울 미타사 금보암 금동관음보살좌상은 손상된 곳 없이 완전하게 보존되어 있고, 우리나라에 남아있는 드문 윤왕좌의 보살상이다. 현재 윤왕좌의 보살좌상은 전남 《강진 고성사 청동보살좌상》(보물 1841호), 전남 《해남 대흥사 금동관음보살좌상》(보물 1547호), 호암미술관 소장 금동관음보살좌상, 북한 금강산 내강리출토 금동관음보살좌상, 국립중앙박물관의 금동관음보살좌상 등이 있을 뿐이다.
특히 미타사의 보살상은 국립중앙박물관 소장 금동관음보살좌상과 함께  조선전기 윤왕좌보살상을 대표하는 유물로 서울시 유형문화재로 지정할 가치가 있다.

## 참고 문헌
- 미타사 금보암 금동관음보살좌상 - 국가유산청 국가유산포털